# Rock local
Rock local es el cuarto álbum de la banda de rock argentina Viticus. Fue lanzado en 2011 y presentado en el Teatro Colegiales el 3 de diciembre de ese año. Este disco marca el primer trabajo de Jerónimo Sica en la banda y el último de Ariel Rodríguez quedando la banda como el cuarteto (Vitico-Nicolás-Sebastián-Jerónimo) esta formación perduraría hasta 2015 cuando Nicolás Bereciartúa abandonó el grupo para dedicarse a su carrera como solista ingresando el joven Gastón Videla. 

## Lista de canciones
1. Euskal herria
2. Sea lo que sea
3. Humano
4. Voy a rockear
5. Nueva mujer
6. Últimamente
7. Síndrome
8. Rumbo
9. Los perros ladran
10. Llego tarde
11. Rock local
12. Boca paila

## Créditos

### Viticus
- Vitico - Bajo y Voz
- Nicolás Bereciartúa - Guitarra
- Sebastián Bereciartúa - Guitarra y Voz
- Ariel Rodríguez - Guitarra
- Jerónimo Sica - Batería